# Embolia gordurosa
A embolia gordurosa (EG) é um tipo de embolia que geralmente tem origem em fraturas de ossos longos, como por exemplo nas fraturas de fêmur e tíbia ou da bacia, e nas artroplastias do joelho e quadril.
Com o rompimento de vasos, há mistura da medula óssea com sangue, que é levado ao pulmão e, se o atravessar, chega ao cérebro, rim e coração, obstruindo os vasos capilares. Geralmente o início é gradual, com hipóxia, sintomas neurológicos, febre e erupções cutâneas, com petéquias que surgem, tipicamente, de 12 a 36 horas após a injúria.
Normalmente, a EG não causa danos aos órgãos atingidos, a menos que seja maciça. Em cerca de 1% dos casos de fraturas em ossos longos, a EG evolui para a “síndrome da embolia gordurosa” (SEG), a qual afeta principalmente os pulmões e o cérebro, embora qualquer órgão ou estrutura do organismo possa ser afetado.
Diversas reações químicas ocorrem no sangue durante a evolução da EG, e a principal conseqüência delas é a ruptura da rede capilar, seguida de hemorragia e edema nos órgãos afetados. A SEG apresenta desde insuficiência respiratória e alterações neurológicas variadas até convulsões e coma profundo.

## Quadro clínico
O quadro clínico da embolia gordurosa é também paradoxal, porque os pacientes não costumam ter alterações neurológicas nas primeiras horas após o trauma. Apenas 2 a 3 dias após o insulto inicial instala-se um quadro progressivo de obnubilação mental, chegando ao coma com alta mortalidade.
O primeiro período sem sinais de sofrimento corresponde ao tempo em que as gotículas lipídicas estão retidas no pulmão; o segundo período, com diminuição do nível de consciência, é devido à chegada do lípide ao cérebro, com lesão irreversível da substância branca.

## Diagnóstico
O diagnóstico é clínico, não existindo nenhum exame laboratorial que o confirme. O exantema petequial patognomônico fecha o diagnóstico, mas este ocorre em apenas metade dos pacientes. 
Como auxílio ao profissional médico, apenas a ressonância magnética demonstra claramente as áreas do edema perivascular e dos infartos.

## Prevenção
A prevenção da embolia gordurosa deve ser feita no pós-acidente imediato, procedendo-se à redução e fixação das fraturas de forma a evitar o choque circulatório e a hipóxia, o que também ajuda a diminuir a incidência de SARA e a mortalidade pós-trauma.

## Tratamento
O tratamento da embolia gordurosa é de suporte. Até o momento, não há nenhuma droga com eficácia comprovada, embora seja às vezes tentado o uso de corticoides, como a prednisona e a metilprednisolona. A medida mais necessária é a assistência ventilatória.
A maioria dos pacientes se recuperam totalmente. No entanto, a mortalidade é de quase 100% nas formas fulminantes, aproximadamente de 20% nas formas subagudas e não há mortalidade na forma sub-clínica.